# Flying Microtonal Banana
Flying Microtonal Banana è il nono album in studio del gruppo musicale australiano King Gizzard & the Lizard Wizard. Venne pubblicato il 24 febbraio 2017 dalla Flightless Records in Australia, dalla ATO Records negli Stati Uniti d'America, e dalla Heavenly Recordings nel Regno Unito. Primo di una serie di cinque dischi che la band volle rilasciare in un solo anno, reca il sottotitolo "Explorations into Microtonal Tuning, Volume 1" ed è stato registrato con un tuning di un quarto di tono, dove un'ottava è suddivisa (logaritmicamente) in 24 quarti di tono equalmente distanti.
La band ricevette una nomination come miglior gruppo agli ARIA Music Awards of 2017.

## Accoglienza
| Recensione | Giudizio |
| ---------- | -------- |
| AllMusic   | [ 5 ]    |
| Pitchfork  | 7.4/10   |

Fin dalla sua uscita, Flying Microtonal Banana è stato accolto in maniera positiva da parte della critica. Su Metacritic ha un punteggio medio di 72/100, basato su 13 recensioni, indicante "giudizi generalmente favorevoli".
Tim Sendra di AllMusic ha scritto: «è chiaro che l'esperimento è stato un successo e che gli strumenti con il microtuning si adattano perfettamente alla loro strana estetica», descrivendo le melodie come «più esotiche (ad orecchie abituate alla musica occidentale) e complesse» rispetto ai precedenti album. Sebbene confrontandolo in modo sfavorevole al suo predecessore, il contributore di Pitchfork Stuart Bremen ha comunque elogiato il lavoro, affermando: «se l'approccio randomizzato di Flying Microtonal Banana è in definitiva meno penetrante rispetto alla focalizzazione maniacale di Nonagon Infinity, mostra comunque che, dopo otto album precedenti, la creatività e la curiosità di questa band non conosce limiti e il loro singolare equilibrio di anarchia e accessibilità è ancora sotto controllo. Quindi, anche se non capisci la prima cosa sulla microtonalità, qui ci sono ancora un sacco di banane volanti per farti divertire.»

### Riconoscimenti
| Periodico | Riconoscimento  | Anno | Posizione | Ref.  |
| --------- | --------------- | ---- | --------- | ----- |
| Uncut     | Album dell'anno | 2017 | 35        | [ 8 ] |

## Tracce
Testi e musiche di Stu Mackenzie, eccetto dove indicato.
1. Rattlesnake – 7:48
2. Melting – 5:27
3. Open Water – 7:13
4. Sleep Drifter – 4:44
5. Billabong Valley (Mackenzie, Ambrose Kenny-Smith) – 3:34
6. Anoxia (Joey Walker) – 3:04
7. Doom City – 3:14
8. Nuclear Fusion (Mackenzie, Walker) – 4:15
9. Flying Microtonal Banana (Mackenzie, Walker) – 2:34

Durata totale: 41:53

## Formazione
I seguenti crediti sono stati ricavati dalle note di copertina di Flying Microtonal Banana.
- Michael Cavanagh – batteria (1–8), bonghi (3–5, 8, 9), percussioni (9)
- Cook Craig – chitarra (1, 3, 7), basso elettrico (4, 6)
- Ambrose Kenny-Smith – armonica (1, 4, 7–9), pianoforte (1, 5, 9), sintetizzatore (2, 3, 8, 9), voce (5)
- Stu Mackenzie – chitarra (1–8), basso elettrico (2, 8), zurna (1, 3, 5–7, 9), voce (1–4, 7, 8), percussioni (1, 2, 3, 9)
- Eric Moore – batteria (1, 3, 5), bonghi (9)
- Lucas Skinner – basso elettrico (1–3, 7)
- Joey Walker – chitarra (1, 3, 4, 6, 8, 9), basso elettrico (5), voce (6)

Produzione
- Jarvis Taveniere – mixaggio
- Joe Carra – mastering
- Jason Galea – artwork e layout

## Classifiche
| Classifica (2017)                     | Posizione |
| ------------------------------------- | --------- |
| New Zealand Heatseekers Albums (RMNZ) | 7         |